# Лешко
 Тази статия е за селото.  За географския нос в Антарктика вижте Лешко (нос).  
Лешко̀ е село в Югозападна България. То се намира в община Благоевград, област Благоевград.

## География
Село Лешко се намира в планински район.

## История
Според Рилската грамота на цар Иван Шишман от 1378 година селото е собственост на Рилския манастир.
През XIX век Лешко е голямо чисто българско село, числящо се към Горноджумайската кааза на Серския санджак. В 1816 година в селото е построена църквата „Свети Архангел Михаил“, известно произведение на Банската художествена школа. До самата църква е сложен голям гранитен камък с надпис „Стоян 1816“. Според местни предания Стоян е ктиторът на църквата – местен лешковец, който става ктитор на новата църква в Лешко, след като старата църква „Света Богородица“ в горната махала се срива.
В 1891 година Георги Стрезов пише за селото:
| „ | Лешко, голямо село на З часа от Джумая. Почвата тук е плодородна и възнаграждава богато работниците. Българска църква и училище, с 1 учител и 30 ученика. 300 къщи. | “ |

В Лешко има стабилен комитет на ВМОРО и то е известно като „Републиката на Чернопеев“. В края на 1909 година комитетът в Лешко е възстановен от Христо Чернопеев, Михаил Думбалаков, Костадин Самарджиев – Джемото и Кочо Хаджиманов.
При избухването на Балканската война в 1912 година дванадесет души от Лешко са доброволци в Македоно-одринското опълчение.
| Учители и ученици в прогимназията през учебната 1926-1927 година | Учители и ученици в прогимназията през учебната 1926-1927 година | Учители и ученици в прогимназията през учебната 1926-1927 година | Учители и ученици в прогимназията през учебната 1926-1927 година | Учители и ученици в прогимназията през учебната 1926-1927 година | Учители и ученици в прогимназията през учебната 1926-1927 година | Учители и ученици в прогимназията през учебната 1926-1927 година | Учители и ученици в прогимназията през учебната 1926-1927 година | Учители и ученици в прогимназията през учебната 1926-1927 година | Учители и ученици в прогимназията през учебната 1926-1927 година |
| Класове                                                          | Ученици                                                          | Ученици                                                          | Ученици                                                          | Учители                                                          | Учители                                                          | Учители                                                          | Учителки                                                         | Учителки                                                         | Учителки                                                         |
| Класове                                                          | момчета                                                          | момичета                                                         | общо                                                             | редовни                                                          | волнонаемни                                                      | общо                                                             | редовни                                                          | волнонаемни                                                      | общо                                                             |
| ---------------------------------------------------------------- | ---------------------------------------------------------------- | ---------------------------------------------------------------- | ---------------------------------------------------------------- | ---------------------------------------------------------------- | ---------------------------------------------------------------- | ---------------------------------------------------------------- | ---------------------------------------------------------------- | ---------------------------------------------------------------- | ---------------------------------------------------------------- |
| първи                                                            | 20                                                               | 8                                                                | 28                                                               | 1                                                                | 0                                                                | 1                                                                | 2                                                                | 1                                                                | 3                                                                |
| втори                                                            | 15                                                               | 4                                                                | 19                                                               | 1                                                                | 0                                                                | 1                                                                | 2                                                                | 1                                                                | 3                                                                |
| трети                                                            | 8                                                                | 0                                                                | 8                                                                | 1                                                                | 0                                                                | 1                                                                | 2                                                                | 1                                                                | 3                                                                |

## Население
Към 1900 година според известната статистика на Васил Кънчов („Македония. Етнография и статистика“) населението на селото брои 1300 души, всичките българи-християни.
Численост на населението според преброяванията през годините:
| \| Година на преброяване \| Численост \| \| --------------------- \| --------- \| \| 1934 \| 1441 \| \| 1946 \| 1359 \| \| 1956 \| 1102 \| \| 1965 \| 740 \| \| 1975 \| 571 \| \| 1985 \| 454 \| \| 1992 \| 380 \| \| 2001 \| 303 \| \| 2011 \| 197 \| \| 2021 \| 160 \| |           |
| Година на преброяване | Численост |
| 1934 | 1441      |
| 1946 | 1359      |
| 1956 | 1102      |
| 1965 | 740       |
| 1975 | 571       |
| 1985 | 454       |
| 1992 | 380       |
| 2001 | 303       |
| 2011 | 197       |
| 2021 | 160       |

### Етнически състав
Преброяване на населението през 2011 г.
Численост и дял на етническите групи според преброяването на населението през 2011 г.:
|                     | Численост | Дял (в %) |
| Общо                | 197       | 100.00    |
| Българи             | 196       | 99.49     |
| Турци               | 0         | 0.00      |
| Цигани              | 0         | 0.00      |
| Други               | 0         | 0.00      |
| Не се самоопределят | 0         | 0.00      |
| Неотговорили        | 1         | 0.50      |

## Личности
Родени в Лешко
- Александър (Сандо) Китанов (1881 – 1906), български революционер
- Антон Попстоилов (1869 – 1928), български етнолог
- Атанас Христов, доброволец в четата на Иван Атанасов – Инджето през Сръбско-българската война в 1885 година[11]
- Григор Попов Хайдушки, македоно-одрински опълченец, 21-годишен, учител, VIІ клас, четата на Яне Сандански, 4 рота на 14 воденска дружина.[12] През Първата световна война е награден с орден „За храброст“[13]
- Иван Ангелов, доброволец в четата на Иван Атанасов – Инджето през Сръбско-българската война в 1885 година[14]
- Иван Въсенски, български революционер от ВМРО
- Иван Караджов (1875 – 1934), български революционер
- Никола Хайдуков, деец на БЗНС, депутат
- Петър Китанов (1875 – 1912), български революционер
- Стефка Филипова (1922-1944), българска партизанка
- Стоил Ников, български свещеник в родното си село от 1872 година[15]
- Стою Стаменов Филипов – Любен (27 февруари 1922 – 29 януари 1944), деец на РМС, партизанин[16]
- Христо Гошев, доброволец в четата на Иван Атанасов – Инджето през Сръбско-българската война в 1885 година[17]
- Христо Попстоилов (1879 – 1908), български езиковед и фолклорист
- Цветко Атанасов, македоно-одрински опълченец, 30-годишен, земеделец, ІІ отделение, Струмишка чета, 2 рота на 13 кукушка дружина, орден „За храброст“[12]
- Янчо Хайдуков (1882 – 1923), деец на БЗНС, кмет на Горна Джумая, участник в Септемврийското въстание